# Ferdinand von Levetzow

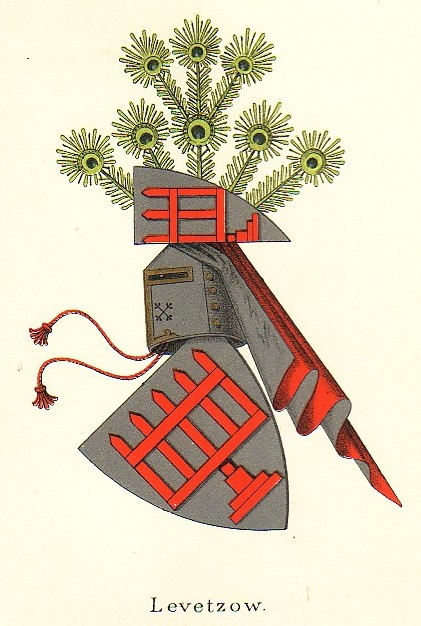
Wappen Levetzow

Ferdinand Carl August von Levetzow (* 13. Januar 1820 in Pinneberg; † 24. Januar 1900 in Hildesheim) war ein deutscher Postbeamter, schleswig-holsteinischer Offizier, Autor und Erfinder. 

## Leben
Ferdinand von Levetzow entstammte dem dänischen Zweig des ursprünglich mecklenburgischen Adelsgeschlechts Levetzow/Levetzau. Er war der dritte Sohn des Kammerherrn Theodosius Finecke von Levetzow (1785–1850). Albrecht Ludwig Joachim Friedrich von Levetzow war sein ältester Bruder, Wilhelm von Levetzau und Werner von Levetzau waren seine Cousins. Er ist zu unterscheiden von seinem entfernten Verwandten, dem königstreuen Kammerherrn Friedrich Ferdinand von Levetzow (1802–1884) auf Gut Ehlerstorf.
In der Schleswig-Holsteinischen Erhebung 1848 trat er in die Schleswig-Holsteinische Armee ein. Er wurde Sekondleutnant im 1. Dragoner-Regiment. Am 2. April 1850 wurde er zum Premierleutnant befördert. Er diente als Adjutant beim Stab der Kavallerie-Brigade und beim Generalstab.
Als nach der Niederlage der Erhebung die dänische Oberhoheit in den Herzogtümern wiederhergestellt wurde, ging Levetzow nach Bayern ins Exil. 1856 wurde er Post- und Bahnexpeditor im bayerischen Starnberg, 1857 wurde er hier zum Eisenbahn-Offizial befördert.
Nach dem Deutsch-Dänischen Krieg wurde er vom Österreichisch-preußischen Kondominium in Schleswig-Holstein 1864 zum Postmeister, später Postdirektor von Kiel ernannt. Ab 1867 war er preußischer Beamter, ab 1868 des Norddeutschen Postbezirks und ab 1871 der Reichspost.

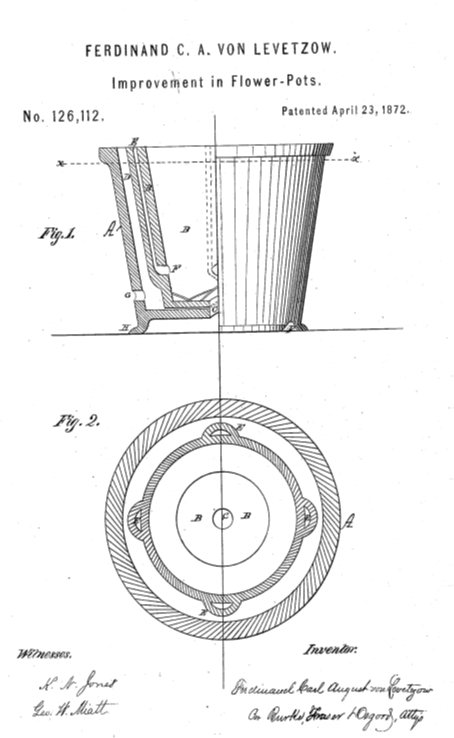
Levetzowscher Kulturtopf (US-Patent 1872)

Neben seinem Amt widmete er sich der Blumenzucht. Anfang 1870 erfand er einen Blumenkulturtopf aus Ton, für den er deutsche und ausländische Patente erhielt und auf der Industrie-Ausstellung in Lissabon 1874 ausgezeichnet wurde. Dabei handelte es sich um einen doppelwandigen Tontopf, innen unglasiert, außen glasiert und bemalt. Der Zwischenraum dient als Wasserspeicher. Der Innentopf hat außen vier senkrechte, halbkreisförmige Verbindungsröhren für die Luftzirkulation, die vom unteren Außenrand des Bodens her belüftet werden. Der Innentopf hat zur Belüftung der Blumenerde, im Boden und zu den Verbindungsröhren hin, je eine Öffnung. Der Topf fand großen Anklang und bekam sogar einen Eintrag in der fünften Auflage von Meyers Konversations-Lexikon.
Der Erfolg ermöglichte ihm, 1873 im Alter von 53 Jahren seinen Abschied aus dem Postdienst zu nehmen. Eine Zeit lang führte er eine eigene Tonwaren-Fabrik zur Herstellung der Töpfe in Kiel und zog dann nach Hall bei Pinneberg (heute Ortsteil von Rellingen). Hier betrieb er die v. Levetzow'sche Geflügelzüchterei. Er schrieb niederdeutsche Gedichte, die in der Kulturzeitschrift De Eekbom veröffentlicht wurden. Zuletzt publizierte er 1891 noch seine Erinnerungen aus dem Schleswig-Holsteinischen Krieg. Vom dem auf mehrere Bände angelegten Werk erschien nur der erste Band, der die Vorgeschichte und die Zeit bis zum Waffenstillstand von Malmö beschreibt. Ein Rezensent urteilte: „Das Werk ist an vielen Stellen sehr breit und oft in schleppendem Stil geschrieben und doch fesselt es den Leser aufs äusserste“; der Autor sei „ein bescheidener und doch selbstbewusster wahrhaftiger Edelmann und Offizier“.
Seit 1857 war er verheiratet mit Sophie Irene Georgine, geb. von Baunach (* 1836)  Das Paar hatte sechs Kinder, zwei Söhne und vier Töchter:
- Hans Carl Albrecht Friedrich Ludwig Maria von Levetzow (1858–1899), Dampfschiffskapitän
- Adelheid Margaretha Therese Friederike von Levetzow (* 1859) ⚭ Generalmajor Eduard von Wasmer (1836–1902)
- Caroline Amalie Christiane Elisabeth von Levetzow (* 1867)
- Julie Louise Mathilde von Levetzow (* 1869)
- Margarethe Johanne von Levetzow (* 1871)  ⚭ Jacob Friedrich Arthur von Heyden-Nerfken
- Otto Hans Ferdinand Wilhelm von Levetzow (* 1874), Gutsverwalter und Ziegeleidirektor in Drage (Steinburg)

## Auszeichnungen
- Königlicher Kronen-Orden (Preußen), 4. Klasse (24. Oktober 1864)[10]
- Österreichisches Zivil-Verdienstkreuz (1864)[11]

## Werke
- Ut ole Tieden. Gemötliche Geschichten ut de Kriegsjahren von 1848, 49 und 50. In: De Eekbom 1883 nr. 26-49
- Aus den Erinnerungen eines Schleswig-Holsteinischen Offiziers. Erster Band, Schleswig: Bergas 1891 (Digitalisat) (mehr nicht erschienen)

## Patent
- US Patent Improvement in flower-pots (1872)